# Ewen Costiou
Ewen Costiou (* 10. November 2002 in Brest) ist ein französischer Radsportler.

## Sportlicher Werdegang
Ewen Costiou entstammt einer Radsportfamilie, betrieb aber zunächst Leichtathletik. Ab dem Alter von etwa 15 Jahren startete er für den Radsportverein Etoile Cycliste de Landerneau.
Bei den Junioren erreichte Costiou 2019 Siege bei der bretonischen Meisterschaft im Zeitfahren und bei der Trophée Sébaco. 2021 schloss er sich dem Team Côtes d’Armor Cyclisme Marie Morin an. 2021 gewann er das Straßenrennen der bretonischen Meisterschaften und belegte den vierten Platz der französischen Zeitfahrmeisterschaft (U23).
2022 entschied Costiou eine Etappe der Tour de Bretagne für sich sowie die Nachwuchswertung der Tour du Pays de Montbéliard, in deren Gesamtwertung er Rang zwei belegte. Bei den Mittelmeerspielen wurde er im Straßenrennen Zweiter. Ab August 2022 fährt er für das Team Arkéa-Samsic, zunächst als Trainee. 2023 wurde er hinter Valentin Ferron Zweiter des Eintagesrennens Paris–Camembert. Im Jahr 2024 feierte er bei der Région Pays de la Loire Tour seinen ersten Etappensieg als Profi. Zugleich übernahm er die Gesamtführung und musste diese erst am letzten Tag an den Niederländer Marijn van den Berg abgeben. Beim Giro d’Italia 2024 gab er sein Grand-Tour-Debüt und belegte den 90. Gesamtrang.

## Erfolge
2022
- eine Etappe Tour de Bretagne
- Nachwuchswertung Tour du Pays de Montbéliard
- Mittelmeerspiele – Straßenrennen

2024
- eine Etappe und Nachwuchswertung Région Pays de la Loire Tour

## Grand Tour-Platzierungen
| Grand Tour            | 2024 | 2025 |
| --------------------- | ---- | ---- |
| Giro d’ItaliaGiro     | 90   | –    |
| Tour de FranceTour    | –    | 51   |
| Vuelta a EspañaVuelta | –    |      |